# Вікіпедія мовою африкаанс
Вікіпе́дія мо́вою африкаа́нс (афр. Afrikaanse Wikipedia) — розділ Вікіпедії мовою африкаанс. Станом на квітень 2016 року це 86-та найбільша Вікіпедія за кількістю статей. Вікіпедія мовою африкаанс використовується і підтримується користувачами з ПАР, Намібії, Нідерландів, Бельгії, Великої Британії та інших країн.
Вікіпедія мовою африкаанс станом на 23 березня 2025 року містить 123 295 статей, 186 249 зареєстрованих користувачів, 193 активних дописувачів, 14 адміністраторів
. Загальна кількість сторінок у Вікіпедії мовою африкаанс — 404 297, редагувань — 2 743 375, завантажених файлів — 9746
. Глибина (рівень розвитку мовного розділу) Вікіпедії мовою африкаанс середня і становить 35.2 пунктів
.

## Наповнення
- 16 листопада 2001 — створена.
- 15 червня 2008 — 10 000 статей.
- 14 червня 2018 — 50 000 статей.